# Maszewo Duże
Maszewo Duże is een dorp in de Poolse woiwodschap Mazovië. De plaats maakt deel uit van de gemeente Stara Biała en telt 2000 inwoners.